# Karate
A karate (japánul 空手) szabadkezes japán harcművészet. A karate jelentése szó szerint: üres kéz, értelem szerint pedig olyan fegyver nélküli harcművészet, amelyben a karatét űző tanuló saját testrészeit, de leginkább a végtagjait használja fegyverként. A karatedó jelentése: kara - üres, te - kéz, dó - út, tehát „üres kéz útja". Lényege: jellem, tisztelet, szorgalom, önuralom, akarat.

## Története
A modern karate megalapítója Funakosi Gicsin. A mester élete során a karate már „szétszakadt” több ágra, és így új stílusok jöttek létre. A karate elődje a vadzsramusti volt, amelyet a 6. században Bodhidharma buddhista szerzetes „vitt” magával Indiából Kínába. Ott ebből kialakult a saolin kungfu. Majd egy közeli szigeten, Okinaván ismét átalakuláson ment keresztül, és megalakult az Okinava-te, amely 3 ággal rendelkezett Suri-te, Naha-te, Tomari-te. Funakosi mester ezeket tanulta, majd átdolgozta, és 1917-ben meghívásra Kiotóba utazott, ahol már bemutatta a karatét.

## Az öt nagy karateág
- Sótókan (Sotokan)
- Godzsú-rjú (Godzsu-riu)
- Sitó-rjú (Sito-riu)
- Vadó-rjú (Vado-riu)
- Kjokusin (Kiokusin)

## Rövid történetek a stílusokról

### Sótókan
A karatedó alapítója Funakosi Gicsin mester, aki 1868-ban, Okinava Suri tartományában született. 11 éves korában kezdett karatét tanulni Azato és Itoszu mesterektől. 1924-ben Tokióba költözött, és a karate fejlesztésének szentelte minden napját. 1956. április 26-án, 88 éves korában halt meg. Az általa kifejlesztett és az edzőterme után Sótókannak nevezett karate a mai különböző más irányzatok alapja (sótó = hullámzó fenyő, a mester költői álneve). A Sótókan kezdetben nem tartalmazott köríves rúgásokat, valamint az edzéseken inkább csak az alapot (kihon) és a formagyakorlatokat (kata) gyakorolták, a küzdelmet (kumite) Funakosi mester kevésbé tartotta fontosnak. A köríves lábtechnikákat Funakosi mester fia, Funakosi Jositaka honosította meg, valószínűleg kínai, illetve koreai mintára. „A karatedó célja nem a győzelem vagy a vereség eldöntése, hanem a gyakorlatok tökéletesítése, és ezáltal a jellem fejlesztése” - Funakosi ezen szavai magukban hordozzák a karate lényegét, amely ma is útmutatást ad a karatét gyakorlóknak. A stílusból kialakult egy alstílus is 1980-ban, ez a Fudokan, alapítója, Dr. Ilija Jorga.

### Sitó-rjú
Kenwa Mabuni idejében az okinavai harci művészeteket aszerint különböztették meg, hogy hol gyakorolták őket. Eszerint létezett: Shuri-te (Shuri keze), Naha-te és Tomari-te. Mabuni tanult Ankoh Itosu-tól (1831-1915), akinek Sohon Matsumura (1792-1887) volt a mestere (a Shorin Ryu alapítója), valamint tanult még Kanryu Higashionna-tól (1853-1915), aki kempo tudását egy Liu Liu Kung nevű kínai mestertől szerezte meg. Mabuni tanult még számos fegyveres és fegyver nélküli formagyakorlatot Arakaki-tól (1840-1918), valamint egy okinavai kínai teakereskedőtől, Woo Yin Gue-től. Mabuni a maga idejében a formagyakorlatok géniusza volt. Több kata-t ismert, mint bárki ebben az időben.
Miután Gichin Funakoshi bemutatta karatét 1922-ben Japánban, Kenwa Mabuni jó néhányszor utazott a szigetországba, hogy Okinava-te néven saját tudását terjessze. Végül a húszas években Osakába költözött, ahol tanítani kezdett. Ebben az időszakban kezdték a japán karate iskolákat regisztrálni. Mabuni a stílusnak először a Hanko ryu nevet adta, ami szó szerint félkemény stílust jelent. A név a harmincas években Mabuni mesterei tiszteletére a Shito ryu nevet kapta. A név a Ankoh Itosu és a Kanryu Higashionna nevek kandzsi olvasatában az első karakterekből áll össze (A kiejtés alapján Itosu „shi”-nek, a Higashionna első betűje pedig „to”-nak hangzik, a ryu szó szerint stílust, illetve „módszer”-t jelent).

### Vadó-rjú
1922-ben Funakosi Tokióban tartott bemutatót, amikor egy 30 éves férfi, Ócuka Hironori szegődött tanítványául. Ócuka nem volt kezdő a harcművészetekben. Tizenhárom éves korától a Sindó Jósin dzsúdzsucu iskola tanítványa volt, és 29 évesen mestere a menkjo kaydent (minden ismeret elsajátítását tanúsító irat) adományozta neki. Az irányzat főként az ütéseket hangsúlyozta, így amikor Funakosinak bemutatta technikáit, Funakosi alig akarta elhinni, hogy korábban nem tanult karatét. Ócuka szorgalmas tanítvány lett, de a szabad küzdelemnek nagyobb szerepet tulajdonított mesterénél. 1929-ben önálló iskolát szervezett, 1934-ben pedig új ágazatot a Vadó-kait, a későbbi Vadó-rjút alapította meg. Az új irányzat, a „harmónia útja” 9 alapkatára épült, és sok dzsúdzsucu dobáselemet és lerántást tartalmaz. A Sótókan irányzatnál mozgékonyabb, mivel több elhajlással, testcsavarodással, ellépéssel történő védés található benne. Az alapító a legnagyobb szerepet a helyes távolságtartásnak és a jó időzítésnek tulajdonította. Az ütéseknél a védekezés és támadás sokszor azonos, folyamatos mozgás, ami a küzdelmi hatékonyságot növeli. Ócuka Hironorit, aki a Japán Karate-szövetség alelnöke lett, 1966. április 21-én a karate előmozdításáért császári kitüntetésben részesítették.

### Godzsú-rjú
Mijagi Csódzsun nagy testi erejű, szelíd, szerény ember volt. Azt tartották róla, hogy egy szent lelke van bika testében. 1924-ben a dzsúdó megalapítója, Kano professzor néhány tanítványával nagy sikerű bemutatót tartott a szigeten. Ezután többen kérték Mijagit, hogy erősítse meg a karate helyzetét, és ő is mutassa be az ebben a művészetben rejlő lehetőségeket. Mijagi ragaszkodott ahhoz, hogy a meghívóra azt is írják rá: „Nem a látványosságért, hanem az okinavai karatéért.” A bemutató egész délelőtt tartott, és a nézők sok csodálatos dolgot láthattak.
Az összekötözött bambuszszálak közé Mijagi ujjheggyel beleszúrt, majd középről kihúzott egy szálat, a fa kérgét letépte puszta kézzel, egy hatalmas felfüggesztett húsdarabba szintén beleszúrta a kezét, majd kitépett egy darabot. A nézők hosszú botokkal üthették a testét, de nem mutatott semmi fájdalmat. Talpával krétaporba lépett, majd felugrott és a mennyezeten hagyta lábnyomát. Hüvelykujjával lyukat ütött egy petróleumoskannán. A bemutató után a következőket mondta: „Bárki, aki megfelelően gyakorol, meg tudja csinálni ezt. Ez egyszerűen a munka ellenértéke. A karate teljes önfeláldozás.” Mijagi élete során fáradhatatlanul tanított, elsősorban Okinaván, Japánban, sőt Hawaiin is. A japán Godzsú-rjú a Jamagucsi által tanított Godzsú változat több szempontból eltér az eredeti okinavai Godzsútől. A „godzsú" kifejezés keményet (go) és lágyat (dzsú) jelent, aminek alapvető értelme, hogy a hárítások lágyan, a támadások keményen történnek. A keménységet a Szancsin kata szimbolizálja, ahol a test minden izma megfeszül, és harci szellemmel telítődik. A lágyságot a "tensó" szimbolizálja, ami lassú, csavart mozgásokból áll. Számos formát használnak még, amelyekből néhány az állatok mozgását utánozza. A Godzsú irányzata a legrégibb harci hagyományokat foglalja magába, mellőzve a bonyolult technikákat, de megőrizve a harci szellemet. Jamagucsi változtatott a formagyakorlatokon, és nagyobb hangsúlyt helyezett a szabad küzdelemre. Kisegítő gyakorlatként jógához hasonló tartásokat és légzésgyakorlatokat is beépített iskolájába. A japán szellemnek megfelelően hangsúlyozottabbak lettek a formalitások, az erő külső kifejeződése, a katák hevesebbé és hangosabbá váltak. Izometrikus gyakorlatok is helyet kaptak, az egészet pedig áthatotta a sztoikus japán szellem.

### Kjokusinkai
A Kjokusinkai stílus megalapítója Szószai Ójama Maszutacu, születési nevén Cshö Jongi. Saját stílusát az 1950-es évektől kezdte kifejleszteni, felhasználva a tradicionális japán karaték (sótókan, godzsúrjú) egyenes vonalú technikáit, és a kínai kempó körkörös mozdulatait. Célja tökéletesíteni a karate technikáját, küzdelmét, törekedve a valós felkészítésre, bebizonyítani a fizikai és a szellemi tréning közti összefüggés fontosságát. A kjokusin karate mozgásrendszere a kör, az egyenes és a pont egységére épül fel; minden technikát körkörös úton egy pontba fókuszálunk, így lehetséges a test összes energiaforrását felhasználni, összpontosítani. A kjokusinkai elnevezés három szó összetételéből jött létre: kjoku = végső, legtávolabbi, sin = igazság, valóság, kai = találkozás, összekapcsolás. Tehát az irányzat nevének jelentése: találkozás a végső igazsággal. A kjokusin karate szimbóluma a kanku, amely eredetileg a Kanku Dai katában szereplő „égvizsgáló” pozíció.